# 杜布罗夫尼克钟楼

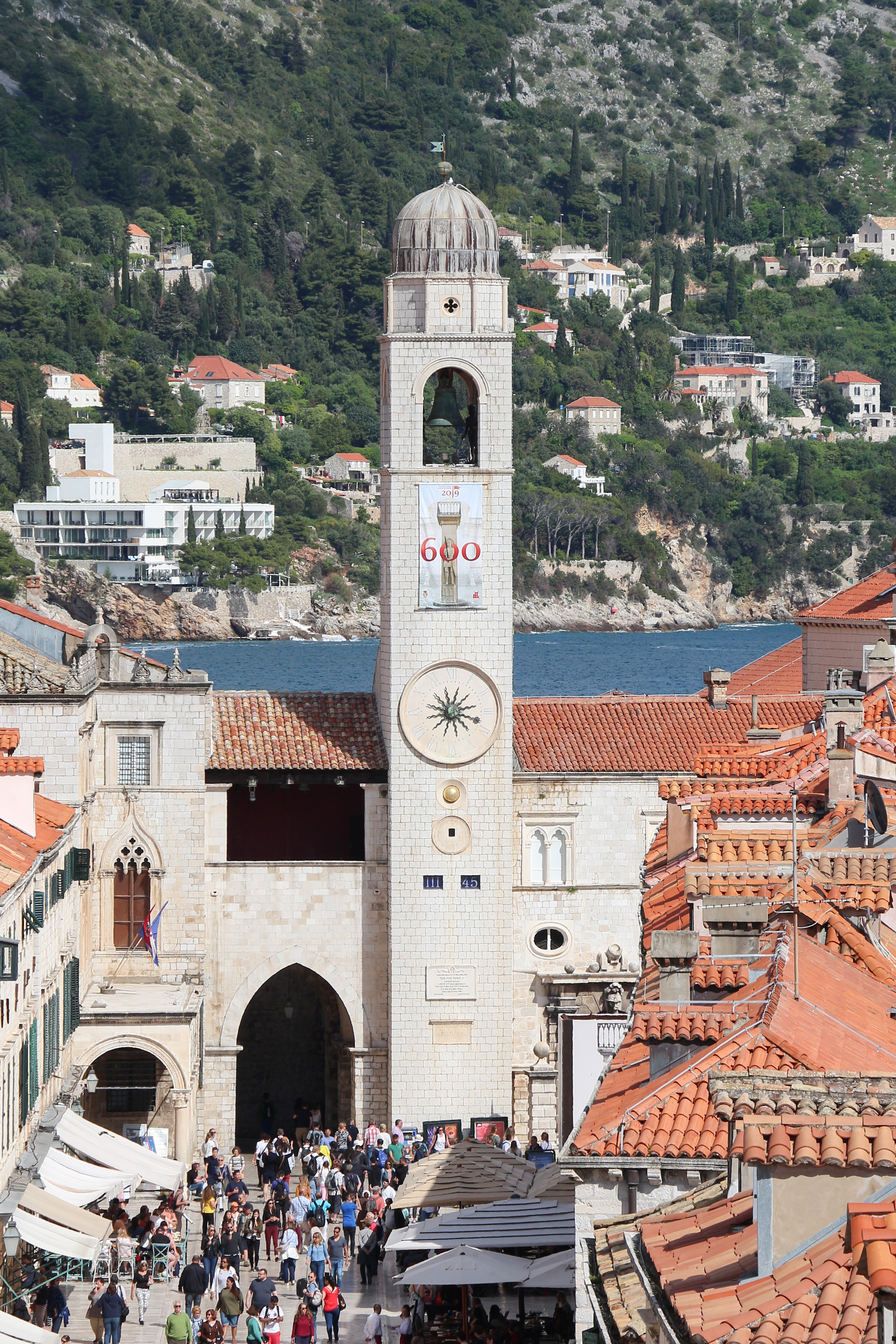

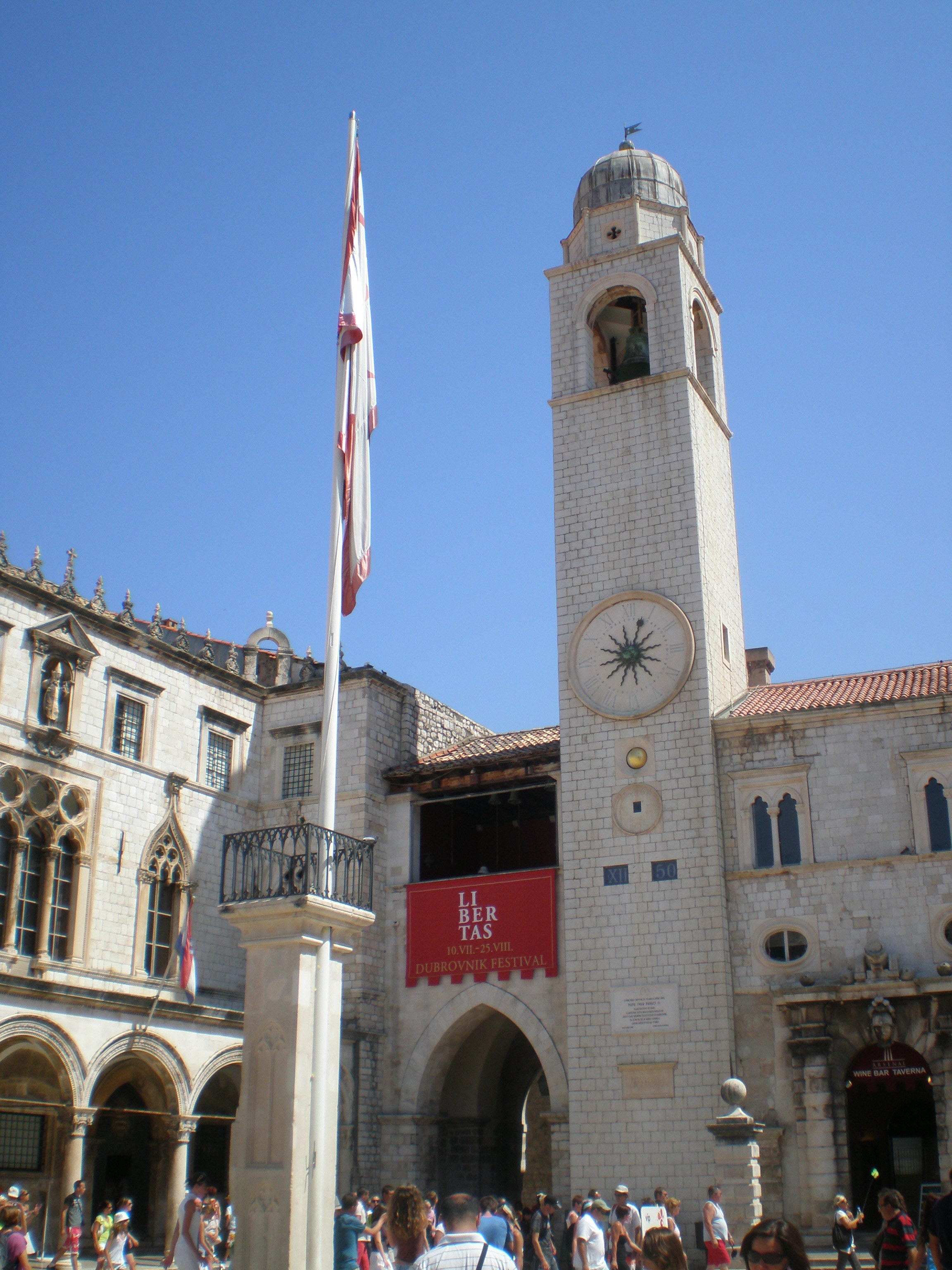

杜布罗夫尼克钟楼  是克罗地亚杜布罗夫尼克的一座塔楼，位于斯特拉顿街尽头的卢扎广场，钟楼总高约31米。
杜布罗夫尼克钟楼最初建于1444年，在1667年杜布罗夫尼克地震等地震自然灾害中遭到破坏，在19世纪初开始倾斜，最终于1928年被拆除。1929年按原始设计彻底重建，又于1979年在黑山地震中再次受损，随后又在1987-1988年期间被修复。
该钟楼顶的铜钟由伊万·拉布利亚宁于1506年铸造。两个敲钟的青铜雅克马尔，称作马罗和巴罗，又称绿人（Zelenci）。因为其颜色为铜绿色而得名。现在的雅克马尔，是1929年在重建钟楼时安装的复制品。1478年的原版现今位于总督宫的文化历史博物馆中，供展出。